# カン・ギヨン
カン・ギヨン（韓国語：강기영、1983年10月14日 - ）は、韓国の俳優。

## 来歴
中学から高校1年まではアイスホッケーの選手だった。水原大学校卒業。
2009年、26歳のときに舞台『悪い磁石』でデビュー。ただし本人は、初めて役名のついた2014年のドラマ『ナイショの恋していいですか!?』をデビュー作と発言している。当時32歳だったが、高校生役を演じて話題になった。
2018年、『私の恋したテリウス〜A Love Mission〜』キム・サンリョル役でMBC演技大賞水木ミニシリーズ部門助演賞を受賞。
2020年、NAMOO ACTORSと専属契約を締結した。
2022年、3年ぶりに出演したドラマ『ウ・ヨンウ弁護士は天才肌』で包容力のある上司チョン・ミョンソク役を演じてブレークし、11月には日本で初ファンミーティングも開催した。

## 人物
- 両親が一時期日本で働いており、子供の頃日本に住んでいたことがある[1]。
- 2019年、3歳年下の一般人の女性と結婚し、2021年には第一子となる長男をもうけている[7]。
- 2024年、兄を44歳の若さでなくしている[8]。

## 出演

### 映画
- パパは娘（2017年）[9]
- あなたの結婚式（2018年）[10]
- EXIT（2019年）[11]
- 最も普通の恋愛（2019年）[12][13]
- 茲山魚譜 チャサンオボ（2021年）[14]
- 極限境界線-救出までの18日間-（2023年）
- 母とわたしの３日間（2023年）[15]

### ドラマ
- 棚ぼたのあなた（2012年、KBS） - セグァンの友人役
- ナイショの恋していいですか⁉（2014年、tvN）- チョ・ドクファン役
- リセット（2014年、OCN） - 刑務所の医師役
- 輝くか、狂うか（2015年、MBC）- ワン・プン役
- ああ、私の幽霊さま（2015年、tvN）- ホン・ミンス役
- 帰ってきて、ダーリン！（2016年、SBS）- チェガル・キル役
- キスして幽霊！〜Bring it on, Ghost〜（英語版）（2016年、tvN）- チェ・チョンサン役[16]
- W-君と僕の世界-（2016年、MBC）- カン・ソクボム役[17]
- 恋のゴールドメダル～僕が恋したキム・ボクジュ～（2016年-2017年、MBC）- キム・デホ役[18]
- 君の恋愛実験（2017年、MBC）- チョ・ジソプ役
- 恋する指輪（2017年、MBC）
- 愛の迷宮-トンネル-（2017年、OCN）- ソン・ミンハ役[19]
- 七日の王妃（2017年、KBS2）- チョ・グァンオ役[20]
- あなたが眠っている間に（2017年、SBS）- カン・デヒ役
- ロボットじゃない（2017年-2018年、MBC）- ファン・ユチョル役[21]
- キム秘書はいったい、なぜ？（2018年、tvN）- パク・ユシク役[22]
- 知ってるワイフ（2018年、tvN）- パク・ユシク役
- 私の恋したテリウス〜A Love Mission〜（2018年、MBC）- キム・サンリョル役
- 十八の瞬間（2019年、JTBC）- オ・ハンギョル役[23]
- ウ・ヨンウ弁護士は天才肌（2022年、ENA）- チョン・ミョンソク役
- 悪霊狩猟団: カウンターズ2（2023年、OCN）- ファン・ピルグァン役[24]
- ラブソリューション ～愛の解決策、教えます～(2024年、JTBC) - トン・ギジュン役[25]

### バラエティ
- ジャンルグの法則 in チャタム（2019年、SBS）[26]
- ラジオスター（2019年、MBC）
- 冷蔵庫をお願い（2019年、JTBC）[27]
- RUN（2020年、tvN）[28]
- ペッケージ（2021年、JTBC）[29]